# 17258 Вейлен
17258 Вейлен (17258 Whalen) — астероїд головного поясу, відкритий 29 квітня 2000 року.
Тіссеранів параметр щодо Юпітера — 3,600.